# ガイアセイバー ヒーロー最大の作戦
『ガイアセイバー ヒーロー最大の作戦』（ガイアセイバー ヒーローさいだいのさくせん）は、1994年1月28日にバンプレストから発売されたロールプレイングゲーム。

## 概要
SDで表現されたロボットアニメや特撮作品のキャラクターが戦うクロスオーバー作品「コンパチヒーローシリーズ」の1つで、ウルトラシリーズ、仮面ライダーシリーズ、ガンダムシリーズを題材にしたRPG作品。本作以前に発売された、同シリーズのRPG作品『ヒーロー戦記 プロジェクト オリュンポス』のシリアスドラマ路線をさらに推し進め、全8話のオムニバス形式でストーリーが進行する。

## あらすじ
その戦いは、突如として始まった。
ジオン軍がコロニー・サイド７に仕掛けた電光石火の攻撃は、地球連邦軍をはじめとする、地球全ての防衛力を無効化した。時同じくして、ショッカーのテロ作戦や宇宙人の侵略行為、さらには地震・津波・竜巻といった、あらゆる災いが地球を襲った。ついにはジオン軍のコロニー落としが強行され、地球は大被害を受けた。
これに危機感を感じたM78星雲・光の国のウルトラの父は、ゾフィー・ウルトラマン・レオの三人を地球に向かわせて、ジオンの総攻撃を受ける地球連邦軍ジャブロー本部防衛任務を言い渡す。かくてウルトラ族の力を借り、アムロをはじめとした地球連邦の人々は無事に基地を脱出し、日本の科学特捜隊基地にたどり着く。
そこでは、仮面ライダーやウルトラマンを仲間につけ、同盟を組んで地球を悪の軍団から守ろうという計画がなされていた。アムロはこの計画に参加することとなり、仲間のおおとりゲン（レオ）と共に地球を守る旅に出るのだった。
次々に襲いかかる敵の猛攻を退け、地球に眠る謎を解き明かしていくアムロ達。しかし、その活躍を尻目に、悪の軍団の度重なるテロ攻撃に怯えた各国首脳は、あろうことかジオン・ショッカー同盟に完全降伏を宣言。敵だけでなく、味方にまで見捨てられてしまった同盟は、果たして地球を守り抜くことが出来るのだろうか？

## 基本システム
人類の総人口を表す「人類」、地球の被害状況を表す「地球」というカウンターが設定されており、主人公らの選択や行動によって地球が破壊されカウンターが減少し、最終的な数値によってエンディングが変化する。ただし、ストーリー上の減少イベントや特定時期のエンカウントによる減少でベストエンディングを迎える条件となる数値を必ず下回ってしまうため、通常のプレイではベストエンディングを見ることは出来ない。また、影響するのはエンディングの文章とBGMのみであり、例え人類カウンターが0（＝人類滅亡）になろうともストーリーに影響は無い。
街は全体図から行き先を指定するタイプで、建物や公園などの小マップ以外では主人公を操作することは無い。敵基地はダンジョンマップとなり、エンカウント戦闘をこなしがら奥に進む。

## 戦闘システム
本作はランダムエンカウント式の戦闘システムを採用。一部の巨大な敵を除き、戦闘画面は中心の主人公パーティーを包囲するように左右に敵パーティーが展開する。いわゆる、サイドアタック状態だが演出であり、プレイヤーに不利に働く訳ではない。戦闘後には全員のHPが自動回復する。また、MPの回復は、マップ上にあるストーンサークルの上に行くことで全回復する。
敵との戦闘では技を選択して闘うのが一般的で、通常技であってもMP（作中では『根性』と表記）を消費する。また、武器を装備させると、アイテムとしてMPを使わずに相手を攻撃できる。基本的にウルトラ世界で使用されていた武器は仮面ライダーが、ガンダム世界で使用されていた兵器はガンダムとウルトラマンが使用する。また、使うと無くなる爆弾系のアイテムも存在し、中でもアトミックボムは、ヒーローの必殺技すら上回る威力の全体攻撃が行えるが、これを使用すると地球環境が1%ずつ悪くなっていくという欠点もある。
敵は雑魚、ボス問わず基本的に単体の通常攻撃しかせず、ウルトラ一族のカラータイマーを除けば一般的なRPGにおけるステータス異常も存在しない。仲間を呼ぶ敵も存在するが、一度呼んだ後は通常攻撃しかしない。

## 登場キャラクター

### ヒーロー同盟

#### ガンダムシリーズ
モビルスーツの擬人化はされておらず、パイロットが搭乗する。狭い室内ダンジョンではモビルスーツに搭乗できず、プチモビに乗って戦う（一方、敵はどんなに巨大なモビルスーツ、モビルアーマーでも構わず室内で乗り回す）。また、ウルトラ系やライダー系のヒーローは戦闘時は変身後の名前となっているが、ガンダム系はパイロットの名前となっている。
アムロ・レイ/ガンダムF91→ガンダム→νガンダム→ガンダムキラー
中盤から最終ダンジョン直前まで長期間離脱するものの、本作の主人公として扱われる。
連邦軍士官としてジオン軍と戦っていたが拠点としていたジャブローが陥落し、日本の科学特捜隊基地に落ち延びる。ウルトラの父の提案でヒーロー同盟に参加し、リーダー格として活躍する。その後、ジオン・ショッカー同盟のコロニー落としを阻止するために単身宇宙に上がるが、コロニーを受け止めるために一人で向かっていった結果、失敗。コロニーは地球に落下し、アムロも行方不明になる（νガンダムは何事も無かったように次の章からシーブックが搭乗する）。そして敵組織に捕まり洗脳によってガンダムキラーのパイロットとして同盟に立ちはだかるが、洗脳が解けたことによって復帰する。復帰後はそのままガンダムキラーに搭乗して戦いに参加する。
シーブック・アノー/νガンダム→ガンダムF91
第五話にてスーパー1と共に参加。終盤でガンダム、νガンダム、ガンダムF91の3種類から機体の乗り換えが行える。
倒れたウルトラキラーに対し「とどめをさしましょう」と進言したり、ガンダムキラーに「バカにしやがって!」と悪態を吐くなど、原作よりも好戦的に描かれている。

#### ウルトラシリーズ
原作同様、戦闘には制限時間があり一定時間を超えるとカラータイマーが点灯し、さらに制限時間を超えると戦闘不能になってしまう（宇宙空間では点灯しない）。ガンダムキャラクターと異なり、室内ダンジョンでも体をミクロ化させることによって変身体で戦闘が可能。唯一、回復系の技を使用できる。
ハヤタ/ウルトラマン
レオと共にジャブローにて一時的に参加。その後、アムロが宇宙に向かった後に入れ替わりでパーティに参加する。仲間になった時点でレベルが高い。
モロボシ・ダン/ウルトラセブン
ウルトラの父からの使命により一時的に参加。アイテム｢アギラ｣「ウインダム」｢ミクラス｣を与える。
おおとりゲン/ウルトラマンレオ
ランバ・ラルらの攻撃によって窮地に陥っていたアムロをウルトラマンと共に救出し、そのまま仲間になる。
カプセル怪獣
セブンが引き連れている怪獣。セブンが仲間になった際にウインダムとミクラスを、二話の隠しシナリオとしてアギラを手に入れる。
本作ではアイテム扱いになっており、一ターンに何回でも使用可能。

#### 仮面ライダーシリーズ
サイズや時間の制限を一切受けないため、あらゆる環境（宇宙空間でも）の戦闘に対応できる。
山本大介/仮面ライダーアマゾン
第一話から参加。広島でショッカーに襲われ、傷ついて倒れていたところをアムロとレオに発見され、以後主役級のメンバーとして活躍する。大切断やコンドラーでの攻撃など、高い火力を持つ。敵の気配を察知し、雑魚敵をよけて進む技「アマゾンコーション」が使える。
後半には原作同様に流暢に話せるようになるが、「これでTHE ENDだ!」などと原作とはかけ離れた言い回しを用いる。
沖一也/仮面ライダースーパー1
第五話にて、シーブックと共に参加。巧みな拳法技で敵と戦う。
南光太郎/仮面ライダーBLACK RX
第二話から参加。ハードショットでロボライダー、スパークカッターでバイオライダーに変身する演出がある。

#### オリジナル
マーク・ハンター
本作のオリジナルキャラクター。サーベルとリボルバーライフルを携え、橙色の装甲に身を包んだ巨漢。高額な報酬と引き換えにどんな依頼も引き受ける賞金稼ぎ。非常に図々しく、悪知恵の働く男。一時的に同盟に協力するがすぐに離脱、ストーリー後半で正式に仲間に加わる。
2010年発売の『無限のフロンティアEXCEED スーパーロボット大戦OGサーガ』にゲスト出演している（声は矢尾一樹）。
アーサー
ニューヨークを牛耳るギャングだが、第五話以降は同盟に協力する。

### 同盟の協力者
ブライト・ノア
アムロ達に指示を与える。グラフィックは一般兵と同じ。
ムラマツ・キャップ
科学特捜隊の隊長。
おやっさん
仮面ライダーたちのまとめ役。
二宮博士
第一話から登場する科学者。美食家であり、ご当地グルメを食べるために研究をさぼるなどの問題行動は目立つが腕はいい。
滝和也
FBI捜査官。四話にて本物の日本首相を救出するも、六話でザンジオーによって牢屋に閉じ込められてしまう。
ウルトラの父
宇宙警備隊の隊長（原作では大隊長）。
ウルトラの母
普段は公園で「みどりのおばさん」として子供達を見守っている。第五話以降はルナツーにとどまり、回復役を担当する。
ゾフィー
ジャブローでマン、レオと共にアムロ達を救援するが、その後行方不明に。
帰ってきたウルトラマン
作中では『新マン』と表記。ゾフィーと間違えられるイベントがある。
ウルトラマンエース、ウルトラマンタロウ
ウルトラキラーによってトルコのアダナに監禁されていたが、同盟により救出される。
アストラ
レオの弟だが、これと言って絡みはない。三話で牢屋に閉じ込められていた。
ウルトラマングレート
オーストラリアで戦う光の巨人。三話で牢屋に閉じ込められていた。
イデ隊員
自他ともに認める天才発明家で、ヒーローたちに様々な発明を渡す。
一文字隼人/仮面ライダー2号
物語開始以前、マーク・ハンターと共に敵のアジトに潜入していたが消息を絶つ。
仮面ライダー1号
三話で牢屋に閉じ込められていた。グラフィックデザインは旧1号。
仮面ライダーV3
二話にてインドで調査を行うが、ショッカーの大軍団と戦い負傷する。その後、アムロたちの道案内をする。
仮面ライダーZX
諜報活動を得意とする仮面ライダー。三話で牢屋に閉じ込められていた。
カイ・シデン
諜報活動を行い世界中を飛び回っている。
アストナージ・メドッソ
科特隊本部に一時避難している連邦軍兵士。MSを失ったアムロに、博物館で入手したガンダムとプチモビを渡す。
カミーユ・ビダン
シロッコとの戦いの後、ルナツーの病院で療養中。時折意味ありげなうわ言を呟く。
ジュドー・アーシタ
ルナツーで働いている。戦闘には参加しない。
その他、ウルトラシリーズからアラシ、フルハシ、アンヌ、ソガ、岩本博士も登場する。

### 悪の同盟
連邦軍壊滅、そして地球圏の制圧をもくろむために、独立軍と悪の組織が一時的に提携している。その事実は第三話の最後で光ディスクの解析によって判明するが、それ以前から既にフィールド上では複数の勢力の敵が出現する。
本作では原作における主人公のライバル、幹部・首領クラスの強敵のほとんどは雑魚敵にあてられており、ストーリーに絡むのは基本的に以下のキャラクターのみである。

#### ジオン軍
ランバ・ラル/グフ
ジオン軍のエースパイロット。一話で部下のアコース、コズンと共にアムロを追い詰めるが、ウルトラ戦士の増援により撤退。二話で洞窟の中に閉じ込められたアムロを助け、改めて同盟と勝負し敗北。ジオンを陰から操る黒幕の存在を示唆し、爆死した。
キュベレイ
ジオン軍の幹部だが、原作で搭乗していたハマーン・カーンは作中では姿を見せず、このキュベレイのパイロットが誰なのかは不明（キュベレイ自体、雑魚敵として何体でも登場する）。シャアに付き従ってネオジオンに移るも、最後はクロスボーン軍の猛攻を前に崩壊する基地の中で爆発する。

#### ショッカー
マシーン大元帥
原作での所属はデルザー軍団だが、本作ではショッカーの最高幹部。シャアにアジトを破壊されたのちに、コロニーに潜伏しショッカーの再始動を図るもクロスボーン軍に殺害される。
死神博士/イカデビル
ショッカーの大幹部。ヒマラヤの地下に「バベル」という機械を仕掛け、大噴火させようとしていた。バベルの部屋でイカデビルに変身し、同盟と戦うも敗北し爆死した。後に雑魚敵として登場することもある。
なお、このバベルに爆弾を仕掛けるとさも噴火阻止が成功したかのような台詞が出るが実はバベルは5つ存在し、その全てに爆弾を仕掛けなければ噴火は阻止できない。さらには死神博士のいる部屋のバベル以外は、イカデビル撃破前ではV3から「そっちじゃない」と止められる通路の先にある上、爆弾も予め必要個数貰っておかなければならない。これらについての情報は作中には無いため、何も知らなければ噴火の阻止は非常に厳しい設定になっている。
地獄大使
ショッカーの大幹部。東京を沈没させるべく地下の秘密基地に潜んでいたが、真上にあった民家の床が抜けてヒーロー達が落ちて来た所為で所在がばれ、敗北後は逃走する。その後はカリカリの収容所で同盟を待ち受ける。しかしこの時は勝つことは出来ない上に、戦いを挑むと見せしめに人類が被害を受けてしまう。それ以降は出番が無い。なお、正体であるガラガランダは雑魚敵として登場する。
暗闇大使
バダンの大幹部で地獄大使の従兄。本作ではショッカー所属。日本の首相に化けて国を操っていたが、同盟に倒されて爆死する。しかし終盤で復活し、ムー大陸にて負傷者を装って部下をホワイトベースに潜り込ませるも、即座にヒーロー達に乗り込まれ、倒された後に再び爆死した。ゲームのグラフィックは地獄大使と違いはない。
ザンジオー
ショッカーの上級怪人。一話で登場してから執拗に同盟を襲う。本作では数度に渡って戦うボスになっているが、ライバル的存在として因縁を持つわけではなく、倒される度に爆死しては何事も無かったかのように再登場する。登場の度に別人のように扱われており、同盟側もザンジオーに対して何か言うことも無い。六話のあるシーンでは、ザンジオーを倒して滝を救出し、直後に滝の情報に従って向かったニューヨークにて、待ち受けていた偽大統領の正体もザンジオーだったという展開がある。コロニーレーザー破壊後もまた再登場し、ショッカー再建を目論んでムーの倉庫に潜伏していたが、同盟に敗北して数度目の爆死を遂げる。

#### 宇宙人連合
地球征服をもくろむ悪の宇宙人の連合。特に名称はない。作中ではトップが誰なのかが判然とせず、また、ジオンやショッカーと違って壊滅する描写も無いまま本編から退場する。
メフィラス星人
四話で登場する、ウルトラマンの宿敵。スペースコロニーでキャトルミューティレーションを行っていた。人類を見下し地球の制圧を目論み、攫った人間を食料として保存していたが、同盟に倒されて爆死した。なお、攫われた人々はメフィラス撃破後に端末を操作して助けないと、脱出時にコロニーの爆発で全滅してしまう。
バルタン星人
ウルトラマンの宿敵。同盟の行動を妨害する。分身の術を使い倒しても蘇ってくる。
マグマ星人
六話でムー大陸に潜伏し、民衆を扇動していたレオの宿敵。キーアイテムとなる「女神像」を隠し持っている。同盟に倒されると、仲間がムーの大臣に化けているという秘密を自分から暴露し、死亡する。
ダリー
五話で登場。宇宙人連合が日本の首相に寄生させた宇宙細菌。これを倒すために、主人公パーティはミクロ化して首相の体内に行くことになる。
ガッツ星人
最終話で登場。観光客に化けて地球を侵略しようとしたが、アマゾンやスーパー1に見抜かれ、ホテルの廊下を逃げ回った挙句に倒された。自分の計画を無謀だったと自覚していた模様。

### その他の敵勢力
シャア・アズナブル
ネオジオンの総帥。当初はクワトロ・バジーナとして同盟に参加していたが、アムロが宇宙に上がった後に悪の同盟側に寝返る。しかしすぐに悪の同盟をも裏切り、地球の支配のためではなく人類粛清のためにコロニー落としやコロニーレーザーによる地球攻撃と言った凶行に及ぶ。それが結果としてジオン、ショッカーを壊滅させる。最後はエージェントによって急成長させられたクロスボーン軍によってネオジオンを潰され、自身は捨て台詞を吐いてどこかへ逃走した。同盟と直接は戦わない。同盟離反時は百式に搭乗していたが、搭乗機は「赤い彗星」時代のシャア専用ザクで一貫しており、ネオジオン総統時代に乗っていたサザビーを始め、原作で搭乗した他の機体は雑魚敵として登場する。
後に全てを背後から操る存在に気付き、自身の行動もまたその計画（プログラム）の一部に過ぎなかったと語るが、実際はシャアの行動は「システム」にとってはプログラム外のイレギュラーであり、結果論ではあるがその暴虐が黒幕の企みを掻き乱していた。しかし本人がそれに気付くことは無かった。
ウルトラキラー/ゾフィー
五話で登場。ウルトラ戦士を滅ぼす者。ウルトラ兄弟を磔にし、同盟と戦うが、その正体は行方不明になっていたゾフィーであった。その後は長らく姿を見せなかったが、最終局面で同盟がSYSTEMを破壊すると同時に出現。エージェント亡き後は自身が悪の組織を率いて地球の覇権を握ろうとしたが、ペンダントを使われたことでゾフィーに戻った。
ライダーキラー/一文字隼人
五話で登場。仮面ライダーを滅ぼす者。正体は行方不明になっていた一文字隼人こと仮面ライダー2号であった。カリカリの収容所でヒーロー達に出会った直後に姿を消し、中盤でヒーロー達に保護されるが、終盤では突如として脱走。実はマーク・ハンターを庇って敵に捕まった末に改造されており、決戦時にはマーク・ハンター一人で戦う。しかし数ターン経過で戦闘は中断され、ライダーキラー（仮面ライダー2号）の行方も生死も判然としないままイベントは終了する。ゾフィーやアムロと違って正気に戻る描写は最後まで無かった。
ガンダムキラー
七話で登場。ガンダムを滅ぼすMS。機体カラーが赤かったので当初はシャア専用機と誤認されたが、実は記憶喪失になったアムロが搭乗していた（初戦時にシャアだと思っていたシーブックは再戦時にはアムロだと気付いていた）。同盟に襲い掛かるが、アムロが記憶を取り戻したことで、機体共々仲間になる。
鉄仮面/ラフレシア
途中から登場する武装組織「クロスボーン軍」の首領。壊滅したジオンの代わりとしてエージェントの干渉を受けたことで組織が急成長し、ネオジオンを攻撃。さらにショッカーの残党を殲滅すべくコロニーに大量のバグをばらまき、宇宙人と手を組んで同盟に攻撃を行うが、そのことを部下に知られたことで見限られ、さらに部下は突然「子供の頃からヒーローに憧れていた」と打ち明けて同盟に居場所を流してしまう。最後は同盟もプログラムの一部に過ぎないと言い放ち、自身もまたプログラム遂行のためにラフレシアに搭乗して同盟と戦うも敗北し、爆死する。
エージェント
本作オリジナルキャラクター。ショッカーを統括する首領だが、その正体は月に眠る「SYSTEM」の代行者であり、一連の戦いの裏で糸を引いていた黒幕。何度倒されてもSYSTEMが存在する限り復活するが、SYSTEMが破壊されると機能を停止する。
SYSTEM（システム）
本作オリジナルキャラクター。神がかつて月に作り出した存在であり、宇宙の調和を守るための「プログラム」を実行する装置。地球人類の進化を宇宙の調和を乱すものと判断し、正義と悪の勢力を戦い合わせることで破壊エネルギーを蓄積させ、それを用いて全人類を滅ぼすことを画策する。本作の実質的な最終ボス。外見は怪獣や機械が歪に融合したような怪物であり、一度倒されるとエネルギー体の本体が姿を現す。最後は同盟によって破壊されるが、ゾフィーによると太陽にはさらに上位のシステムが眠っており人類が危険な進化を続けるなら発動する可能性があるという。
ヤプール人
エンディング直前に戦う本作のラストボスだが、パラメーターは雑魚敵程度しか無い。月の亜空間を脱出しようとした同盟と遭遇し、相手が誰なのか判らないまま倒された。ストーリー上の出番はそれだけだが、その場に居た理由は亜空間を生成・維持していたためであったことがエンディングでゾフィーから語られる。

## 攻略本
- スーパーファミコン必勝法スペシャル ガイアセイバー ヒーロー最大の作戦

## 漫画版
『コミックボンボン』1993年12月号から1994年2月号まで掲載。作画はときた洸一。内容はカミーユとシロッコとの戦いや、マークハンターと仮面ライダー2号がアジトに潜入する場面など、ゲーム本編開始以前の話が描かれている。その他、ゲームに直接登場しないウルトラマンタロウや仮面ライダーV3、ジュドー・アーシタなどが登場し、戦う描写も見られる。